# Разгонов Микола Іванович
Микола Іванович Разгонов (16 січня 1964, Українська РСР) — радянський легкоатлет, фахівець із бігу на короткі дистанції. Виступав за збірну СРСР з легкої атлетики у другій половині 1980-х років, чемпіон Європи у приміщенні, переможець першостей всесоюзного та республіканського значення. Майстер спорту СРСР міжнародного класу.

## Біографія
Микола Разгонов народився 16 січня 1964 року. Займався легкою атлетикою у Донецьку, представляв Профспілки.
Уперше заявив про себе на всесоюзному рівні в сезоні 1986 року, коли на зимовому чемпіонаті СРСР у Москві став срібним призером у бігу на 200 метрів. Потрапивши до складу радянської збірної, виступив на чемпіонаті Європи у приміщенні у Мадриді, де у тій же дисципліні виграв бронзову медаль. На літньому чемпіонаті СРСР у Києві з командою Української РСР здобув перемогу в естафеті 4×100 метрів. Біг 200 метрів на Іграх доброї волі, що вперше проводилися, в Москві — посів тут підсумкове сьоме місце. На Спартакіаді народів СРСР у Ташкенті отримав срібло в індивідуальному бігу на 200 метрів та золото в естафеті 4×100 метрів.
У 1987 році в дисципліні 200 метрів переміг на зимовому чемпіонаті СРСР у Пензі, стартував на чемпіонаті Європи у приміщенні у Льєвені та на чемпіонаті світу у приміщенні в Індіанаполісі.
У 1988 році на 200-метровій дистанції був найкращим на зимовому чемпіонаті СРСР у Волгограді та на чемпіонаті Європи у приміщенні у Будапешті. На літньому чемпіонаті СРСР у Таллінні взяв бронзу в естафеті 4×100 метрів.
У 1989 році на чемпіонаті Європи в приміщенні в Гаазі в бігу на 200 метрів дійшов до півфіналу, тоді як на чемпіонаті СРСР у Горькому став бронзовим призером в естафеті 4×100 метрів.
За видатні спортивні досягнення відзначений почесним званням «Майстер спорту СРСР міжнародного класу».